# Mario Gallegos, Jr.
Mario Valentin Gallegos, Jr. (8 de septiembre de 1950 - 16 de octubre de 2012) fue un político demócrata en los Estados Unidos. del estado de Texas. Fue el senador por el Distrito 6 en el Senado de Texas, donde sirvió en una porción del Condado de Harris. Gallegos es un mexicano-estadounidense.

## Carrera política
Gallegos, que se crio en la comunidad de Magnolia Park de Houston, fue bombero durante mucho tiempo en el Departamento de Bomberos de Houston y se retiró como Capitán mayor después de 22 años de servicio. En 1990, fue elegido a la Legislatura 72 º en la Cámara de Representantes de Texas del Distrito 143, donde sirvió dos períodos, de 1991 a 1995.

## Muerte
En octubre de 2012 Gallegos fue hospitalizado y murió más tarde.